# Nutricosmético
Nutricosméticos são suplementos alimentares destinados à ingestão oral que têm objetivo de promover a beleza. São conhecidos também como "pílulas da beleza", "cosméticos orais" ou "beleza de dentro para fora", devendo ser encarados como suplementares a uma dieta adequada. Muitos micronutrientes têm este efeito. A vitamina C, por exemplo, tem um efeito antioxidante bem estabelecido que reduz o impacto dos radicais livres na pele.[carece de fontes?] Tem também função vital na produção de colágeno na derme.[carece de fontes?] Outros micronutrientes, tais como alguns ácidos graxos ômega-3, carotenos,[carece de fontes?]
e flavonóides  protegem a pele contra os efeitos prejudiciais da exposição à luz ultravioleta , o que pode levar à aceleração do envelhecimento da pele e a formação de rugas.
Um dos pioneiros nesse campo, e por muitos considerado como o "Pai dos cuidados internos da pele" é o bioquímico sueco Ake Dahlgren.[carece de fontes?]
Ele inventou o primeiro nutricosmético do mundo no final da década de 1980, o Imedeen.
Desde a década de 1990, as vendas de nutricosméticos têm aumentado drasticamente, atingindo mais de 1 bilhão de dólares americanos por ano.

## Termos correlatos

### Cosmecêuticos
São formulações cosméticas (xampu, condicionador, creme etc), para administração tópica e com apelo de beleza.

### Nutracêuticos
São formulações em cápsulas ou alimentos (balas, bebidas, comprimidos, iogurtes), para administração oral, com apelo médicos (coração, ossos etc).

## BIBLIOGRAFIA
1. ↑  Anunciato, Talita Pizza; da Rocha Filho, Pedro Alves (março de 2012). «Carotenoids and polyphenols in nutricosmetics, nutraceuticals, and cosmeceuticals». Journal of Cosmetic Dermatology. 11 (1): 51–54. ISSN 1473-2165. PMID 22360335. doi:10.1111/j.1473-2165.2011.00600.x
2. ↑  BRANDÃO, Davi (2010). «Nutricosméticos na beleza». São Paulo (publicado em abril de 2010). Estética VIva
3. ↑  Kim, HH; Cho, S; Lee, S; Kim, KH; Cho, KH; Eun, HC; Chung, JH (2006). «Photoprotective and anti-skin-aging effects of eicosapentaenoic acid in human skin in vivo». Journal of Lipid Research. 47 (5): 921–30. PMID 16467281. doi:10.1194/jlr.M500420-JLR200
4. ↑  Nichols, JA; Katiyar, SK (2010). «Skin photoprotection by natural polyphenols: Anti-inflammatory, antioxidant and DNA repair mechanisms». Archives of dermatological research. 302 (2): 71–83. PMC 2813915. PMID 19898857. doi:10.1007/s00403-009-1001-3
5. ↑  Katiyar SK, Ahmad N and Mukhtar H (2000). «Green tea and skin». Arch Dermatol. 136 (8): 989–94. PMID 10926734. doi:10.1001/archderm.136.8.989
6. ↑  Kline & Company, Nutricosmetics 2006: Japan, United States and Western Europe
7. ↑  ANUNCIATO, Talita; Pizza (2011). «Nutricosméticos». Faculdade de Ciências Farmacêuticas. USP